# Батарея Матюхина
Батарея Матюхина (Батарея № 111, Батарея № 701) — двухорудийная артиллерийская батарея, которая была расположена на Малаховом кургане в Севастополе во время обороны Севастополя в годы Великой Отечественной войны. 
Командиром батареи был капитан-лейтенант Алексей Павлович Матюхин.

## История
Батарея входила в состав 4-го отдельного артиллерийского дивизиона, которым командовал майор В. Ф. Моздалевский. Первоначально имела № 111, а с марта 1942 года № 701. Командный пункт батареи сначала находился в оборонной башне Корниловского бастиона. До весны 1942 года недалеко от пушки № 1 был построен подземный командный пункт из железобетонных перекрытий. Отсюда и осуществлялось руководство действиями батареи, управление огнём.
В дни второго, декабрьского наступления гитлеровцев на Севастополь меткий огонь артиллеристов 111-й батареи оказал серьёзную поддержку советским пехотинцам. В это время про батарею писали фронтовые газеты.
В последние дни обороны на Малаховом кургане шли особенно тяжёлые бои. 30 июня 1942 года, истратив весь боезапас бойцы батареи, оставшиеся в живых, по приказу руководства подорвали пушки и с боем перешли на другие позиции.

## Память

Одна из мемориальных досок

В ноябре 1958 года на месте, где располагалась батарея Алексея Матюхина, были установлены две 130-мм пушки с Краснознамённого эсминца «Бойкий». Эти пушки, а также склады боеприпасов и командный пункт батареи образуют комплексный памятник защитникам Малахова кургана периода второй героической обороны.
Возле входа в командный пункт установлена мемориальная каменная стена с чугунной доской, надпись на которой свидетельствует: «Тут находился КП артиллерийской батареи под командованием капитан-лейтенанта Алексея Павловича Матюхина». Мемориальные доски также есть возле пушек и складов боеприпасов.